# Shingsa rinpoche
De Shingsa rinpoche is een tulkulinie in de gelugtraditie van het Tibetaans boeddhisme. De Shingsa rinpoche is de vertegenwoordiger van het klooster Ragya in Amdo.
De zesde Shingsa rinpoche, Lobsang Tenzin Chökyi Gyaltsen, woont anno 2010 in het Sera-klooster dat in sinds de Tibetaanse diaspora nogmaals werd gebouwd in Bylakuppe in Zuid-India.
De Singsa rinpoche geldt als de reïncarnatie van Shingsa Achö (shing bza' a chos), de moeder van Tsongkhapa, waarvan de zesde rinpoche de elfde reïncarnatie is.

## Overzicht
| Nr. | naam                                  | leven           | Bijzonderheid    |
| --- | ------------------------------------- | --------------- | ---------------- |
| 1   | Ngawang Namka Tsangpo                 | 1690 - 1749/50  | 55e Ganden tripa |
| 2   | Shingsa Pandita Lobsang Dargye Gyatso | 1752/59 - 1824) |                  |
| 3   | Lobsang Tenpey Wangchug               | 1825 - 1896/97  |                  |
| 4   | ?                                     | ?-?             |                  |
| 5   | Kälsang Chökyi Gyaltsen               | 1925 - 1998     |                  |
| 6   | Lobsang Tenzin Chökyi Gyaltsen        | 1980 -          |                  |